# Antoon Vergote

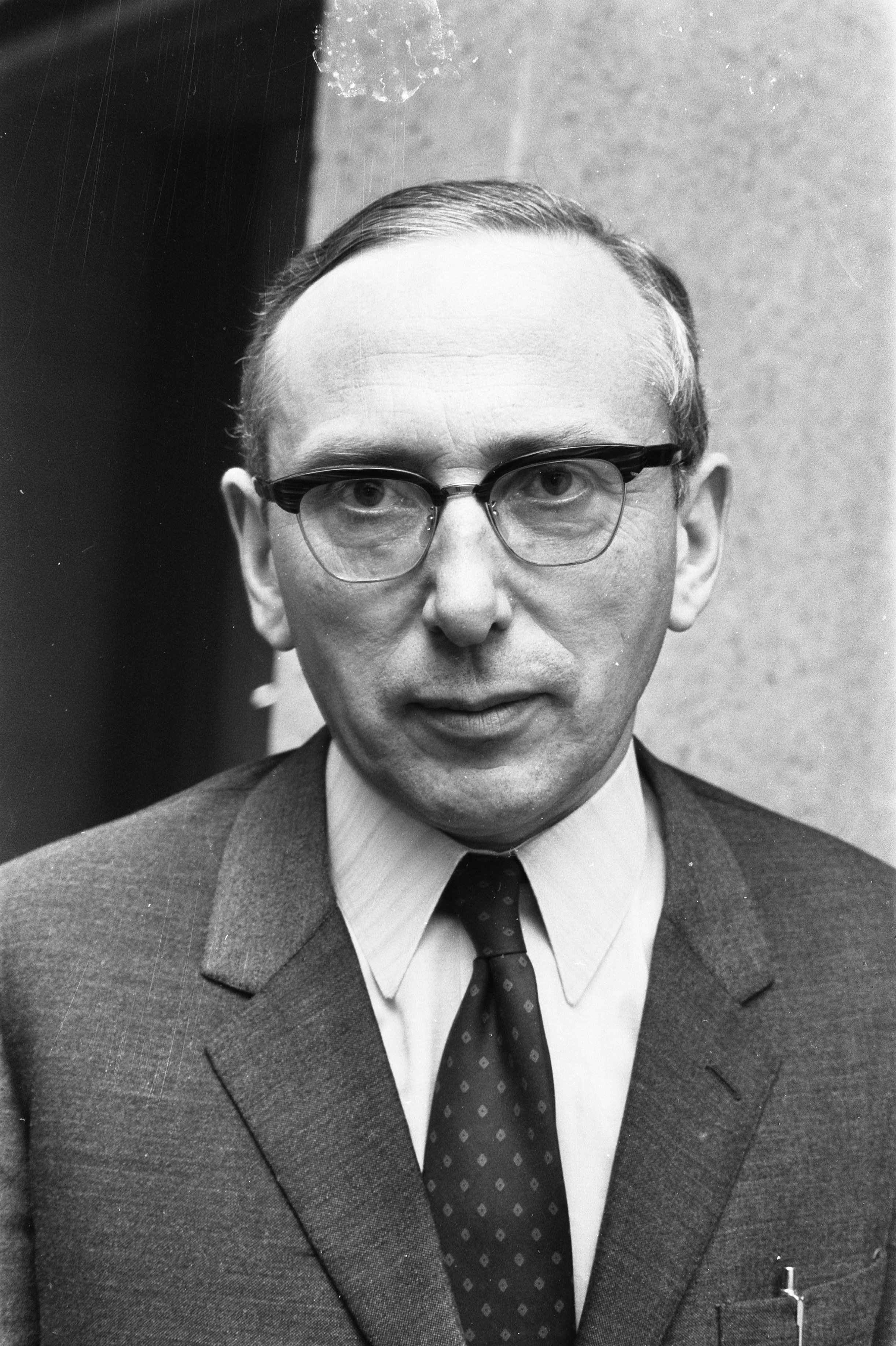
Antoon Vergote

Antoon Vergote (* 8. Dezember 1921 in Kortrijk, Flandern; † 10. Oktober 2013 in Leuven), auch bekannt als Antoine Vergote, war ein belgischer Priester, Psychologe und Theologe.

## Leben und Karriere
Vergote war einer der Wegbereiter der Religionspsychologie in Europa und hat unter anderem das Zentrum für Religionspsychologie von Leuven (Belgien) gegründet und geleitet. Er war Doktor der Theologie sowie der Philosophie, hat in seinem Leben als Psychoanalytiker gearbeitet und die belgische Schule der Psychoanalyse mitgegründet.
Die Aktualität der Überlegungen Vergotes ergibt sich nicht nur aus der unüberschreitbaren Prägung durch die psychischen Prozesse in jedem von uns, insbesondere durch die Ödipusproblematik. Sie bezieht sich auch auf ihren Beitrag zum Dialog zwischen Glauben und zeitgenössischer Kultur, ihre Hervorhebung der strukturierenden Rolle der Vaterschaft in einem Kontext, in dem sich diese Rolle in einer Krise befindet, und ihren Beitrag zum Gedanken der spezifischen Besonderheit und des Wesens des biblischen Glaubens im interreligiösen Kontext.
Die Berücksichtigung der Psychoanalyse hat Vergote dazu geführt, immer wieder die wesentlichen Dimensionen der Beziehung zu Gott zu unterstreichen, die die metaphysische Theologie nicht ausreichend berücksichtigte: die Annahme an Kindes statt; die strukturierende Rolle des väterlichen Gesetzes und die Konfliktualität, die sie impliziert; die theologale Intersubjektivität; die Offenbarung als Sprechakt.

## Werke (Auswahl)
Obwohl Vergote Belgier und seine Muttersprache Flämisch war, sind seine zahlreichen interdisziplinären Veröffentlichungen hauptsächlich auf Französisch geschrieben. Davon sind eine ganze Reihe ins Englische, Italienische oder Spanische übersetzt worden.

### Deutschsprachig
- Vergote, A., Klinische Psychologie außergewöhnlicher religiöser Erfahrung, in: Henning, Chr. / Belzen, J. van (Hg.), Verrückt nach Gott. Zum Umgang mit außergewöhnlichen religiösen Phänomenen in Psychologie, Psychotherapie und Theologie, Paderborn / München / Wien / Zürich 2007, 79–92.
- Ders., Art. Religionspsychologie, Evangelisches Kirchenlexikon 3, Göttingen 1992, 1587–1592.
- Ders., Neue Perspektiven in den Religionswissenschaften, in: T. Rendtorff (Hrsg.), Religion als Problem der Aufklärung, Göttingen, Vandenhoeck & Ruprecht, 1980, 36–51.
- Ders., Religion - Gottesbild. Ergebnisse empirischer Forschungen, in: T. Rendtorff (Hrsg.), Religion als Problem der Aufklärung, Göttingen, Vandenhoeck&  Ruprecht, 1980, 221–245.
- Ders., Der Beitrag der Psychoanalyse zur Exegese. Leben, Gesetz und Ich-Spaltung im 7. Kapitel des Römerbriefs, in: Léon-Dufour, X. (Hg.), Exegese im Methodenkonflikt. Zwischen Geschichte und Struktur, München 1973, 73–116.
- Ders., Unbefangenheit im Glauben, in: Buytendijk, Frederik J. J. / Langeveld,  Martinus Jan / Vergote, Antoon, Unbefangen sein als Weg zur Selbstverwirklichung, Köln, Verlag J.P. Bachem, 1973, 65–95.
- Ders., A., Der heutige Mensch als Empfänger der Botschaft, in: Dreher, B. / Greinacher, N. / Klostermann, F. (Hg.), Handbuch der Verkündigung, Freiburg 1970, 11–53.
- Ders., Religionspsychologie, Olten / Freiburg 1970.

### Englisch- und Französischsprachig
- Ders., Guilt and desire. Religious Attitudes and Their Pathological Derivations, New Haven 1987. (Dette et désir. Deux axes chrétiens et la dérive pathologique, Paris 1978).
- Ders., Religion, Belief and Unbelief. A Psychological Study, Leuven 1996. (Religion, foi, incroyance. Étude psychologique, Liège 1983).
- Ders., Psychoanalysis, Phenomenological Anthropology and Religion, Leuven / Amsterdam / Atlanta 1998.